# Otto Kersten
Otto Kersten (ur. 23 grudnia 1839 w Altenburgu, zm. 22 listopada 1900 tamże) – niemiecki chemik i geograf. W latach 1862–1865 podróżował po Afryce Wschodniej. Zdobył Kilimandżaro. Później zwiedzał Seszele, Maskareny, Madagaskar, Komory i wyspę Mafia. W 1878 roku założył w Berlinie Centralny Związek dla Geografii Handlowej (Zentralverein für Handelsgeographie).